# 约尔基诺农村居民点
约尔基诺农村居民点（俄语：Ёлкинское сельское поселение）是俄罗斯联邦伏尔加格勒州切尔内什科夫斯基区所属的一个农村居民点。其下辖有3个居民点，行政中心为约尔基诺。据2016年统计，该农村居民点的人口为561人。